# Zenzile
Zenzile ist eine französische Elektronik-Dub- und Postpunkband, die 1995 in Angers gegründet wurde.
Der Name Zenzile geht auf den Namen eines südafrikanischen Dichters zurück, der sich gegen die Apartheid engagiert hat. Zenzile ist auch einer die vielen Vornamen von Miriam Makeba.

## Geschichte
Der musikalische Stil der Band ist sehr eigenständig. Zenzile sind dafür bekannt, dass sie den Dub durch starke Einbeziehung unterschiedlicher Musikstile so weiterentwickelt haben. Zenzile synthetisierten Einflüsse aus elektronischer Musik, Hip-Hop, Ambient, Electro u. a. Manchmal ist der Dub nur in Spuren hörbar, liegt aber immer als struktureller und ideeller Bezugsrahmen unter den Kompositionen und Arrangements von Zenzile.
Beim Album Pawn Shop von 2009 wendet sich Zenzile stark in Richtung Post-Punk – ein Stil, der Ende der 1970er Jahre als Mischung aus Punk, Funk, Disco und Dub entstanden ist. Charakteristisch für den Sound von Zenzile ist die Verwendung des Vintage-Synthesizers Korg MS-10, der in den 1970er Jahren produziert wurde.
Die Band startete als instrumentale Dub-Band. Vorbilder der Band sind The Clash, LKJ, The Ruts, Lee Perry, Adrian Sherwood & On-U Sound, Grace Jones, Rhythm & Sound feat. Tikiman u. a. Zenzile ist mit folgenden Bands freundschaftlich verbunden: Bad Brains, High Tone, Sweet Back, AtraA.
Jamika Ajalon, die Gesang und Texte zu Zenzile beisteuert, ist seit 1999 dabei, zuerst als Gastsängerin, später als dauerhaftes Mitglied. Jamika ist neben ihrer Tätigkeit bei Zenzile Filmemacherin, Bildende Künstlerin und Literatin, die sich in ihren Werken mit den Interferenzen der Diskriminierung von Menschen wegen ihrer Hautfarbe, Herkunft, wegen ihres Geschlechts und ihrer sexuellen Orientierung beschäftigt. Diese Inhalte bringt Jamika Ajalon in ihrer Arbeit bei Zenzile ein.
Im November 2005 tourten Zenzile zusammen mit High Tone, einer sehr bekannten französischen Dub-Band. Im darauf folgenden Jahr erschien das gemeinsame Album mit High Tone namens Zentone.
Mit dem 2006 unter dem Namen Zenzile Sound System veröffentlichten Album Metà Metà entwickelten Zenzile unter dem Einfluss von Maurizio, The Cinematic Orchestra, Amon Tobin und Musikern des Labels Ninja Tune einen eher elektronischen Sound. 2007 erschien Zenziles Album Living in Monochrome. Der Stil der Band bewegte sich in Richtung Post-Punk durch den Einsatz komplexerer Gitarrenparts.
Das Album Electric Soul erscheint voraussichtlich im September 2012. Bei diesem Album übernehmen neben Jamika Ajalon auch Mcanuff und Jey Ree wesentliche Gesangsparts, wodurch der Sound von Zenzile ein wenig in Richtung Reggae tendiert.
Die Videos zu einzelnen Tracks von Electric Soul zeichnen sich durch eine künstlerisch ausgereifte Filmarbeit aus, so z. B. Simple Lesson oder Stay Live
Gäste (Auswahl):
- Jean Gomis alias Sir Jean: Gesang (ehemaliges Mitglied von Mei Tei Sho)
- Vincent Ségal: Violoncello
- Loredana Lanciano: Gesang
- Carole Gola: Gesang
- David Alderman: Gesang
- Tricky: Gesang
- Boochon: Trompete, Posaune
- Mcanuff: Gesang
- Jey Ree: Gesang

## Diskografie
| Jahr | Titel                | Höchstplatzierung, Gesamtwochen, AuszeichnungChartsChartplatzierungen (Jahr, Titel, Platzierungen, Wochen, Auszeichnungen, Anmerkungen) | Anmerkungen                                                                  |
| Jahr | Titel                | FR | Anmerkungen                                                                  |
| ---- | -------------------- | --- | ---------------------------------------------------------------------------- |
| 2002 | Totem                | FR138 (1 Wo.)FR | Small Axe                                                                    |
| 2005 | Modus Vivendi        | FR42 (10 Wo.)FR | Supersonic                                                                   |
| 2006 | Zentone              | FR75 (8 Wo.)FR | Jarring Effects Gemeinschaftsarbeit mit der französischen Dub-Band High Tone |
| 2007 | Living in Monochrome | FR58 (6 Wo.)FR | Uwe                                                                          |
| 2009 | Pawn Shop            | FR143 (2 Wo.)FR | Yotanka                                                                      |
| 2012 | Electric Soul        | FR87 (5 Wo.)FR | Yotanka                                                                      |
| 2017 | Elements             | FR193 (1 Wo.)FR | Yotanka                                                                      |

Weitere Alben
- 1996: Dub promozione
- 1998: Sachem in Salem (Crash Disques)
- 2000: 5+1 Meets Jamika (Crash Disques)
- 2001: Sound Patrol (Crash Disques)
- 2002: 5+1 Meets Sir Jean (Crash Disques)
- 2004: 5+1 Meets Cello (Small Axe)
- 2005: Beitrag zur Kompilation Bass Culture (Wagram)
- 2006: Metá Metá unter dem Namen Zenzile Sound System (Yotanka-Uwe)
- 2007: Metá Metá EP (Uwe)
- 2008: Irie Ites Meets Zenzile (Irie Ites Records)
- 2014: Berlin (Yotanka)